# Кузьмин, Алексей Игоревич (дайвер)
Алексей Игоревич Кузьмин (род. 22 июля 1988, Ленинград) — российский пловец (Мастер спорта России международного класса), чемпион мира по спортивному дайвингу (подъём груза).

## Карьера
В подводном спорте с 2000 года. С 2010 года член сборной России.

## Награды и достижения
- Неоднократный победитель и призёр Кубка РФ по спортивному дайвингу.
- Неоднократный победитель и призёр Чемпионата РФ по спортивному дайвингу.
- Неоднократный победитель и призёр Чемпионатов Европы
- Победитель и призёр Чемпионата Мира 2015 года.
- Рекордсмен мира на дистанциях: 100 м, полоса препятствий, подъём груза.